# Bezławki
Bezławki (deutsch Bäslack, litauisch Baisalaukiai) ist eine zur Gmina Reszel (Stadt- und Landgemeinde Rößel) gehörige Ortschaft in der polnischen Woiwodschaft Ermland-Masuren im Powiat Kętrzyński (Kreis Rastenburg).

## Geographische Lage
Die Ortschaft liegt an der Deine (polnisch Dajna) im historischen Ostpreußen, etwa zehn Kilometer südöstlich von Reszel (Rößel), elf Kilometer südwestlich der Kreisstadt Kętrzyn (Rastenburg) und 58 Kilometer nordöstlich der Woiwodschaftshauptstadt Olsztyn (Allenstein).

## Geschichte

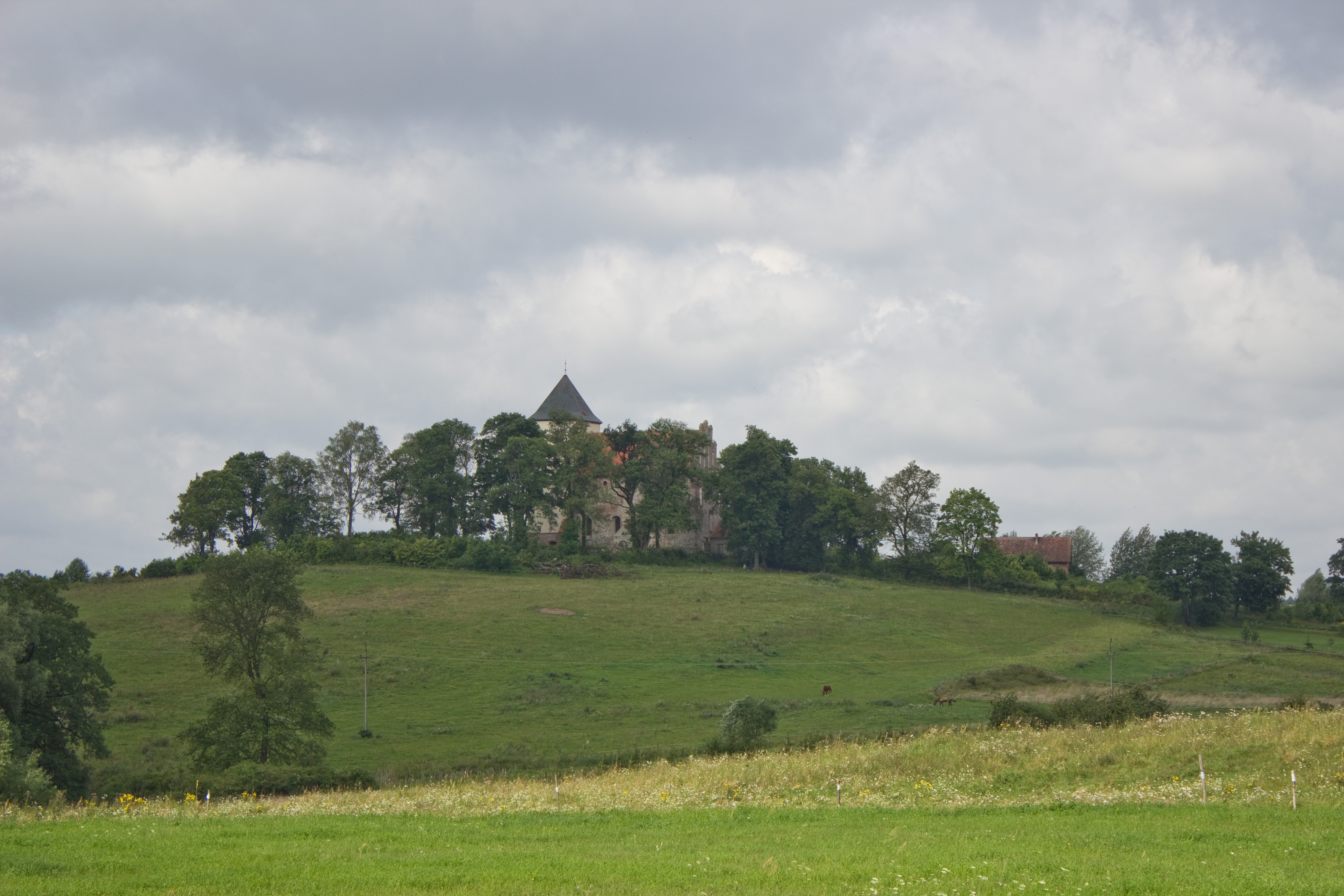
Burg- bzw. Kirchenhügel des Dorfs

Das einstige Bäslack wurde 1365 als Paistlauken und 1402 als Bayselawken erwähnt. Bevor das Dorf im 19. Jahrhundert Beeslack und Bäslack genannt wurde, hieß es im 18. Jahrhundert Beslack und Beyslack. Der Name leitet sich von prußisch „bais“ (schrecklich) und „lauks“ (Acker) ab.
Bäslack erhielt seine Handfeste am 9. August 1371 vom Komtur von Balga. Der Ort war damals Bestandteil einer Kette von befestigten Orten des Deutschen Ordens an der Grenze zu Litauen. Die Burg Bäslack war von Moor umgeben und nur von Norden zugänglich. Als weiterer Schutz wurde der Ort mit einer Stadtmauer aus Feldsteinen umgeben, deren Bestand ab 1402 nachgewiesen ist.
Im Jahr 1540 befand sich das Gut Beeslack im Besitz der Adelsfamilie Kannacher, die 1720 noch einmal in seinen Besitz gelangte.
Im 17. und 18. Jahrhundert gehörte der Gutsbezirk mit dem Dorf zum Besitz eines Zweigs der Familie Gröben. Um die Wende vom 17. zum 18. Jahrhunderts war Albrecht Sigismund von der Gröben (1660–1715), ein preußischer Militär, Erbherr auf Beeslack.
Im Jahr 1710 wütete in Bäslack  eine Pestepidemie, der 149 Menschen zum Opfer fielen.
1874 wurde Bäslack in den neu errichteten Amtsbezirk Pötschendorf (polnisch Pieckowo) eingegliedert. Er gehörte bis 1945 zum Landkreis Rastenburg im Regierungsbezirk Königsberg der Provinz Ostpreußen des Deutschen Reichs. Am 30. September 1928 schlossen sich die Landgemeinde Bäslack, der Gutsbezirk Wangotten (polnisch Wanguty) und die im Amtsbezirk Rehstall (Stachowizna) gelegenen Gutsbezirke Adlig Stumplack (Stąpławki) und Rehstall (Stachowizna) zur neuen Landgemeinde Bäslack zusammen. Am 23. Mai 1929 wurden die beiden im Amtsbezirk Rehstall gelegenen Orte in den Amtsbezirk Pötschendorf umgegliedert.
Im Frühjahr 1945 wurde das Kreisgebiet von der Roten Armee besetzt. Nach Einstellung der Kampfhandlungen wurde der Ort zusammen mit der südlichen Hälfte Ostpreußens von der Sowjetunion der Volksrepublik Polen zur Verwaltung überlassen, ein Zustand, der auch im Sommer 1945 nach dem Potsdamer Abkommen beibehalten wurde. Im Kreisgebiet begann daraufhin der Zuzug polnischer Migranten, zum Teil aus Gebieten östlich der Curzon-Linie. Soweit die deutschen Dorfbewohner nicht geflohen waren, wurden sie in der Folgezeit größtenteils aus Bäslack vertrieben. Bäslack erhielt die polnische Namensform „Bezławki“ un dist heute mit Sitz eines Schulzenamtes (polnisch Sołectwo) eine Ortschaft innerhalb der Stadt- und Landgemeinde Reszel (Rößel) im Powiat Kętrzyński (Kreis Rastenburg), bis 1998 der Woiwodschaft Olsztyn, seither der Woiwodschaft Ermland-Masuren zugehörig.

### Demographie
| Jahr | Einwohner | Anmerkungen                                               |
| ---- | --------- | --------------------------------------------------------- |
| 1782 | –         | Bauerndorf mit Kirche und 37 Feuerstellen (Haushaltungen) |
| 1816 | 311       | [ 10 ]                                                    |
| 1820 | 305       | [ 8 ]                                                     |
| 1831 | 247       | [ 11 ]                                                    |
| 1852 | 380       | [ 12 ]                                                    |
| 1858 | 379       | 350 evangelische und 29 katholische                       |
| 1864 | 501       | am 3. Dezember                                            |
| 1885 | 586       | [ 8 ]                                                     |
| 1905 | 469       | [ 8 ]                                                     |
| 1910 | 451       | am 1. Dezember                                            |
| 1933 | 708       | [ 16 ]                                                    |
| 1939 | 686       | [ 16 ]                                                    |

| Jahr      | 1970 | 2006 | 2011 |
| --------- | ---- | ---- | ---- |
| Einwohner | 99   | 122  | 136  |

## Kirche
Aus dem Jahre 1402 stammt der erste Hinweis auf eine hölzerne Kirche in Bäslack. 1480 wurde Johannes Tolk als Pfarrer erwähnt, der ein Kirchspiel mit den Orten Wilkendorf, Laxdoyen, Wangotten, Pastern und Adlig Stumplack betreute.

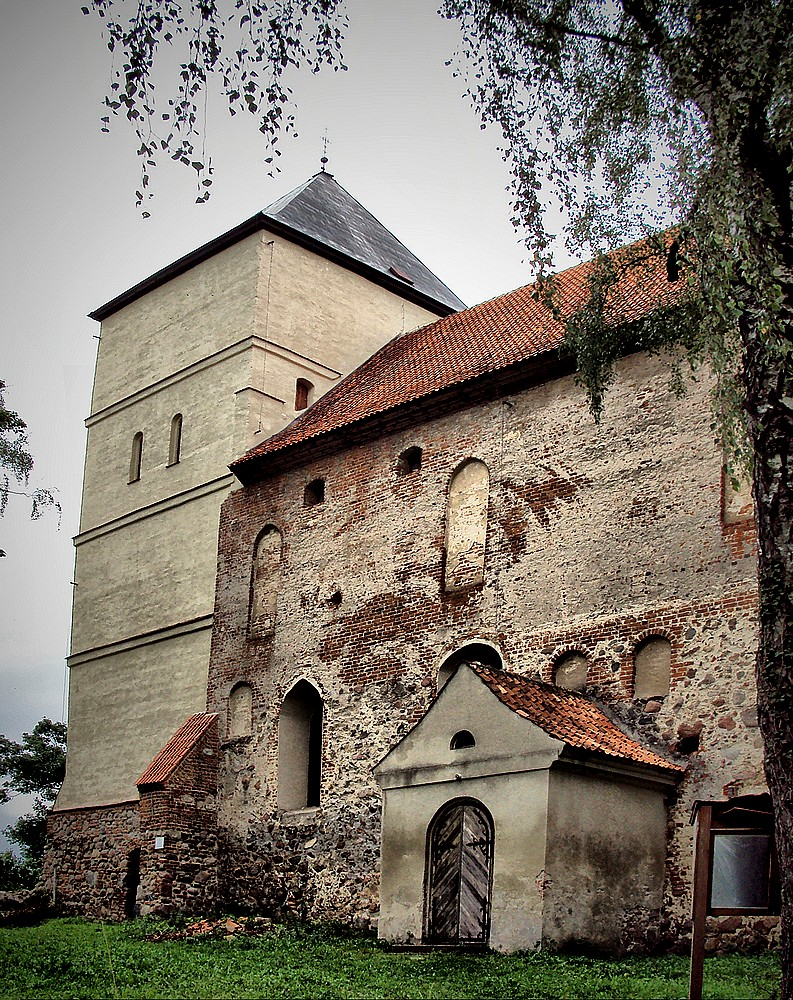
Die einst evangelische jetzt katholische Kirche in Bezławki

### Evangelisch
Mit Einführung der Reformation 1525 wurde die Kirche Bäslack evangelisch. Die als Verteidigungsanlage nicht mehr benötigte Burg Bäslack wandelte man in ein evangelisches Gotteshaus um. Aus dieser Zeit stammt wohl der giebelartige Aufbau des Hoftores. Der Fachwerkturm auf der Südseite kam in den Jahren 1726 bis 1730 hinzu. 1884 veränderte man das Kircheninnere, wobei die Balkendecke durch ein Tonnengewölbe ersetzt wurde. Eine Vorhalle an der Hofseite und die Sakristei an der Südwestseite wurden in dieser Zeit angefügt.
Bis 1945 war die Kirche zentrales Gotteshaus für das Kirchspiel Bäslack. Hier wurde auch auf Polnisch gepredigt, denn 1867 waren unter den 2.945 Gemeindegliedern über hundert Polen. 1925 gehörten noch etwa 2.000 Menschen zur Gemeinde. Die Pfarrei gehörte zum Kirchenkreis Rastenburg in der Kirchenprovinz Ostpreußen der Kirche der Altpreußischen Union. Flucht und Vertreibung der einheimischen Bevölkerung setzten der evangelischen Gemeinde in dem nach 1945 „Bezławki“ genannten Kirchspiel ein Ende. Heute hier lebende evangelische Kirchenglieder orientieren sich zur Johanneskirche Kętrzyn in der Diözese Masuren der Evangelisch-Augsburgischen  Kirche in Polen.

### Katholisch
Heute wird die Kirche in Bezławki von der katholischen Gemeinde genutzt. Sie wird von der Pfarrei in Wilkowo betreut. Diese gehört zum Dekanat Kętrzyn I im Erzbistum Ermland. Bis 1937 war Bäslack in die katholische Pfarrei Heiligelinde (polnisch Święta Lipka), danach dann in die Pfarrei Wilkendorf (Wilkowo) im damaligen Bistum Ermland eingegliedert. in den 1970er Jahren übernahm die katholische Kirche das vorher evangelische Gotteshaus und unterzog es 1988 einer gründlichen Renovierung. Die Orgel der Kirche wurde im Jahre 2004 an die evangelische Johanneskirche in Kętrzyn übergeben.

## Schule
Bezławki ist ein Schulort. Bereits vor dem Krieg gehörte zu Bäslack eine achtklassige Schule.

## Verkehr
Bezławki liegt an einer Nebenstraße, die die Woiwodschaftsstraße 594 bei Święta Lipka (Heiligelinde) mit der Woiwodschaftsstraße 591 bei Wilkowo (Wilkendorf) verbindet. In Bezławki enden außerdem zwei Nebenstraßen, die Nachbarorte mit dem Dorf zusammenführen. Einen Anschluss an den Bahnverkehr gibt es nicht.

## Persönlichkeiten

### Aus dem Ort gebürtig
- Georg Heinrich von der Groeben (* 4. Februar 1630 in Bäslack), kurfürstlich-brandenburgischer General († 1697)

### Mit dem Ort verbunden
- Adam Krolczyk (1826–1872), evangelischer Theologe, China-Missionar, wirkte von 1852 bis 1853 als Hilfsprediger an der Kirche in Bäslack